# حبيل السوق (السبرة)

تعديل مصدري - تعديل

حبيل السوق هي إحدى قرى عزلة بلادالشعيبي السفلى بمديرية السبرة التابعة لمحافظة إب، بلغ تعداد سكانها 266 نسمة حسب تعداد اليمن لعام 2004.